# De Nederlandsche Vrouwenclub
De Nederlandsche Vrouwenclub Lyceumclub Amsterdam, kortweg Nederlandsche Vrouwenclub, bood ontmoetingsmogelijkheden voor vrouwen, werd opgericht in 1923 en was als instituut van 1924 tot 1971 gehuisvest in Amsterdam aan de Keizersgracht.

## Geschiedenis
De Nederlandsche Vrouwenclub werd op 10 februari 1923 opgericht door feministe Rosa Manus en twee Amsterdamse burgemeestersvrouwen Alida Johanna Jacoba Tellegen-Fock (1865-1941) en Colina de Vlugt-Flentrop (1873-1944). In hetzelfde jaar werden de panden Keizersgracht 580 en 582 aangekocht. Op 10 april 1924 werd in deze panden het clubhuis geopend. Doel van de club was het bieden van ontmoetings- en verblijfplaatsen voor 'ontwikkelde' vrouwen met belangstelling voor kunst, wetenschap en maatschappelijk welzijn. Tijdens ontmoetingen konden vrouwen met elkaar en elkaars werk en ideeën kennismaken. Er werden lezingen, tentoonstellingen, excursies, taalcursussen en bridge- en handwerkmiddagen georganiseerd. Naast de bibliotheek en de eetzaal waren er in het clubhuis gastenkamers en logeerkamers voor vrouwen. In principe konden alle vrouwen vanaf achttien jaar en ouder lid worden, maar in de praktijk kon vooral de gegoede vrouw zich lidmaatschap veroorloven.
De Federatie van Nederlandse Vrouwenclubs Lyceumclubs werd opgericht in 1930 door de Lyceumclub in Amsterdam, de Nijmeegse Vrouwenclub in Lyceumverband, opgericht in 1925 en de Groningsche Vrouwenclub Internationale Lyceumclub, opgericht in
1929. Ze maakt op haar beurt deel uit van de Lyceumclubs International.

## Ontwikkeling
In de beginjaren groeide de club snel. Vlak na de oprichting waren er 184 leden, een jaar later waren dat er 511. Het hoogtepunt werd bereikt in 1928 met een aantal van 724. Daarna ging het een periode bergafwaarts: in 1929 daalde het ledenaantal binnen een jaar van meer dan zeshonderd tot rond de vierhonderd leden. De economische crisis bracht zowel de Nederlandsche Vrouwenclub als de leden ervan in financiële moeilijkheden. Ondanks vele inspanningen om het ledenaantal uit te doen stijgen (door bijvoorbeeld de activiteiten van de club uit te breiden met spelletjesmiddagen en het aanbieden van cursussen) bleef het ledenaantal dalen tot een dieptepunt van 387 leden in 1933.
De club kende vanaf 1929 steeds meer financiële zorgen. De Nederlandsche Vrouwenclub had een hoge schuldenlast door de grachtenpanden die waren gekocht en het dure onderhoud ervan. De inkomsten door verhuur van de appartementen, logeerkamers en vergaderruimtes en het innen van contributie bleken toen onvoldoende. Dit kwam bijvoorbeeld doordat de Nederlandsche Vereeniging van Huisvrouwen, de grootste vaste huurder, vertrok en het aantal ledenopzeggingen het aantal nieuwe clubleden begon te overtreffen. Daarnaast had de Vrouwenclub te maken met vergrijzing van het ledenbestand.
In 1930 sloot de Nederlandsche Vrouwenclub Amsterdam zich met haar zusterclubs uit Nijmegen en Den Haag aan bij de Federatie van Nederlandsche Lyceumclubs. Al eerder had de Vrouwenclub zich aangesloten bij de International Association of Lyceum Clubs.
In 1935 werd het gevecht om het voortbestaan voortgezet onder leiding van Jenny Tweer-Westerman. Door middel van het organiseren van loterijen en andere activiteiten wist het bestuur ervoor te zorgen dat er in 1940 weer een positief saldo op de rekening van de Vrouwenclub stond. Tijdens de Tweede Wereldoorlog bleef de Nederlandsche Vrouwenclub geopend en na de oorlog kende de Vrouwenclub een herleving. In 1971 werden de panden aan de Keizersgracht verkocht en trokken de vrouwen in bij de herensociëteit De Industrieele Club in het gebouw Industria aan het Rokin. Tot september 2011 vonden bijeenkomsten plaats in De Industrieele Groote Club aan de Dam. Vanaf dat moment vonden bijeenkomsten plaats in het Doelen Hotel.

## Commissies
Bij de oprichting van de Nederlandsche Vrouwenclub werden er vier commissies in het leven geroepen: Commissie voor Ontwikkeling en Ontspanning (voor het organiseren van lezingen en concerten); Kunstcommissie (voor het organiseren van tentoonstellingen); Perscommissie (voor het leggen en onderhouden van contacten met landelijke pers); en de Commissie tot nazien der Boeken (voor het controleren van het financiële jaarverslag van de penningmeester). Na verloop van tijd werden er nieuwe commissies opgericht, zoals de Huishoudcommissie (die de directeur bijstond in huishoudelijke kwesties) en de Boekencommissie (die de opdracht had een bibliotheek samen te stellen voor de Vrouwenclub).

## Het maandblad
Vanaf september 1924 bracht de Nederlandsche Vrouwenclub een eigen maandblad uit. Met dit blad werden de leden op de hoogte gehouden van de activiteiten binnen de club en moest de band met de leden worden verstevigd. In het maandblad stonden aankondigingen van lezingen, cursussen, tentoonstellingen en concerten in het clubhuis. Ook werden de namen en adressen van nieuwe leden gepubliceerd. In het begin werd het blad uitgegeven door drukkerij De Spin. In 1930 werd het overgebracht naar uitgeverij De Spieghel, omdat deze door twee vrouwelijke directeurs werd geleid.

## Selectie van leden
- Rosa Manus (1881-1942)
- Johanna Naber (1859-1941)
- Mia Boissevain (1878-1959)
- Mathilde Cohen Tervaert-Israëls (1864-1945)
- Mies Boissevain-van Lennep (1896-1965)
- Johanna Westerman (1866-1943)
- Lizzy van Dorp (1872-1945)
- Catharina van Rennes (1858-1940)
- Jo van Ammers-Küller (1884-1966)
- Elis Rogge (1858-1945)
- Dinah Kohnstamm (1869-1942)